# 익스토션
익스토션(영어: Extortion)은 2017년 공개된 미국의 액션, 모험, 범죄 영화이다.

## 배역

### 주연
- 에이온 바일리 - 케빈 라일리 역
- 바크하드 압디 - 미구엘 카바 역
- 대니 글로버 - 콘스터블 하렌 역

### 조연
- 베다니 조이 렌츠 - 줄리 라일리 역
- 팀 그리핀 - 스위니 공관장 역
- 마우라시오 알레마니 - 앤디 라일리 역
- 잭 월레스 - 루카스 역
- 마릴린다 리베라 - 베델 박사 역

## 기타
- 수입사 :  영화사 새사람